# Crash Bandicoot 2: N-Tranced
Crash Bandicoot 2: N-Tranced (wydana w Japonii jako Crash Bandicoot Advance 2: Guruguru Saimin Dai Panic!? (jap. クラッシュ・バンディクー アドバンス2 ぐるぐるさいみん大パニック!? Kurasshu Bandikū Adobansu 2: Guruguru Saimin Dai Panikku!?)) — druga w serii Crash Bandicoot platformowa gra wydana na konsole przenośne.